# John Brett

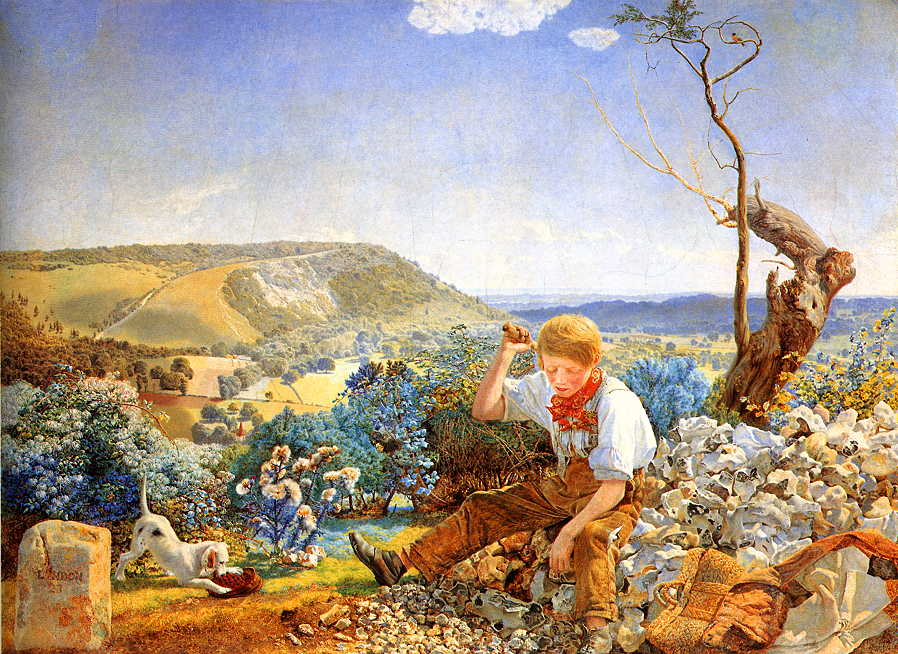
Stonebreaker, 1857-1858, Walker Art Gallery

John Brett (ur. 8 grudnia 1831 w Bletchingley, zm. 7 stycznia 1902 w Londynie) – brytyjski malarz pejzażysta tworzący pod wpływem prerafaelitów.
Pierwszymi nauczycielami artysty byli malarze James Duffield Harding i Richard Redgrave. W 1853 podjął naukę w Royal Academy of Arts i w tym czasie znalazł się pod wpływem poglądów krytyka sztuki Johna Ruskina i malarza Williama Holmana Hunta.
John Brett działał na marginesie ruchu prerafaelitów tworząc precyzyjne i bogate w szczegóły pejzaże. Interesował się naukami przyrodniczymi i astronomią, był członkiem Królewskiego Towarzystwa Astronomicznego. Pod koniec XIX w. zaczął stopniowo odchodzić od poetyki prerafaelitów obniżając jednocześnie poziom swoich prac i stopniowo tracąc popularność. Zmarł zapomniany w Londynie w 1902 r.
Siostra Johna, Rosa Brett (1829-82) również zajmowała się malarstwem.